# Бомборы (шхуна)
«Бомборы» или «Бомбары» — парусно-винтовая шхуна, а затем транспорт Черноморского флота Российской империи, участник русско-турецкой войны 1877—1878 годов. Судно находилось в составе флота с 1857 по 1903 год, совершало плавания в акватории Чёрного и Азовского морей, а также по реке Буг, использовалось в качестве крейсерского и гидрографического судна, принимало участие в перевозке войск, высадке десантов и уничтожении неприятельских судов, во время русско-турецкой войны — в обороне Одессы и Очакова, а 6 (19) ноября 1903 года было исключено из списков судов флота. Корпус судна после его списания использовался в качестве блокшива до 1911 года.

## Описание судна
Трёхмачтовая парусно-винтовая шхуна с деревянным корпусом водоизмещением 760 тонн. Длина судна по ватерлинии по сведениям из различных источников 51—51,05 метр, ширина с обшивкой — 7,6—7,98 метра, а осадка 3,37—4,4 метра. На шхуне была установлена одна горизонтальная двухцилиндровая паровая машина простого расширения мощностью 90 номинальных лошадиных сил, что составляло 280 индикаторных лошадиных сил, и один железный паровой котёл, в качестве движителя помимо парусов использовался один гребной винт. Все первоначально установленные на шхуне механизмы были производства компании Scott & Seckler, впоследствии в 1861 году паровой котёл был заменён на котёл производства компании Moudsley Son & Field. Скорость шхуны могла достигать 8 узлов. Экипаж судна состоял из 64 человек, включая 7 офицеров и 57 нижних чинов. 
Первоначальное вооружение шхуны состояло из двух 12-фунтовых и двух 3-фунтовых орудий, с 1873 года вооружена двумя 87-миллиметровыми, а затем двумя 106-миллиметровыми нарезными орудиями, в 1877 году дополнительно вооружена одной пушкой Гатлинга, с 1880 по 1902 год вооружение судна состояло из двух 87-миллиметровых стальных нарезных пушек образца 1867 года и одной пушки Гатлинга.

## История службы
Судно «Rajah Wallie» было заложено в Бостоне, в 1852 году спущено под именем «Tasmania» и в качестве товарного парохода использовалось в Великобритании. Строительство вёл кораблестроитель Скотт. В 3 (15) января 1857 года судно было приобретено Военным министерством Российской империи для нужд Отдельного кавказского корпуса, 23 января (4 февраля) 1857 года переименовано в «Бомборы». В том же году судно выходило в плавания к восточным берегам Чёрного моря, в том числе к побережью Абхазии, где принимало участие в занятии укреплений в Гаграх. 2 (14) декабря 1857 года передано Морскому ведомству и включено в состав Черноморского флота России в качестве шхуны.
В 1858 году совершила переход в Керчь, после чего выходила в крейсерские плавания к восточным берегам Чёрного моря. В кампанию этого и следующего 1859 года также совершала плавания в Чёрном море, в том числе вдоль его восточного берега.
В течение кампаний 1860—1861 годов шхуна находилась в плаваниях у восточных берегов Чёрного моря. 2 (14) июня 1860 года вышла из Гагр с двумя казачьими баркасами на буксире, на которых была размещена рота стрелков под командованием полковника Бибикова и генерал-майора Карганова. При походе к укреплению Святого Духа с борта шхуны была замечена горская кочерма. Для уничтожения неприятельского судна был направлен десант полковника Бибикова, завязавший перестрелку с горцами, которая была поддержана артиллерийским огнём со шхуны. После этого шхуна дошла до Сочи, откуда вернулась в Гагры, где оставила баркасы со стрелками. 1 (13) июля 1860 года шхуна вновь принимала участие в действиях флота у укрепления Святого Духа, 7 (19) сентября 1860 года уничтожила неприятельскую кочерму в районе Гагр, а 11 (23) июля 1860 года принимала участие в высадке десантов и обстреле Вельяминовского укрепления. В 1861 году во время ремонта на шхуне был установлен новый паровой котёл производства компании Moudsley Son & Field.
В кампанию 1862 года выходила в плавания в Чёрное море, а также совершила заграничное плавание. В следующем 1863 году совершала плавания между портами Чёрного моря, а в 1864 году — крейсерские плавания у берегов Абхазии. В кампании 1865 и 1866 годов вновь выходила в плавания в Чёрное море, в том числе к его восточному берегу в 1866 году.
В кампании 1867 и 1868 годов выходила в плавания в Чёрное море и совершила заграничное плавание, а в 1869 году находилась в плаваниях между черноморскими портами. Кампанию 1871 и 1872 годов шхуна также провела в плаваниях по Чёрному морю. В кампанию 1873 года помимо черноморских плаваний также ходила по Бугу. При этом 13 (25) марта 1873 года во время плавания по Бугу лейтенант шхуны П. И. Годлевский упал в открытую палубную горловину угольной ямы, получив ушиб поясницы и рану на правой голени. В том же году шхуна была перевооружена с заменой гладкоствольных орудий нарезными. В кампанию 1874 года выходила в плавания в Чёрное море, а в следующем 1875 году — его портами. Кампанию 1876 года судно также провело в плавания по Чёрному морю. 
Принимала участие в Русско-турецкой войне 1877—1878 годов. В кампанию 1877 года шхуна в составе Нижнедунайского отряда под общим командованием капитана 2-го ранга И. М. Дикова принимала участие в обороне Одессы. Затем в составе отряда под командованием капитана 1-го ранга И. О. Дефабра участвовала в обороне Очакова, при этом на шхуне держал свой вымпел командир отряда. В кампанию 1878 года совершала плавания в Чёрное море у Очакова, а также между Николаевом и Севастополем.
В кампанию 1880 года шхуна подверглась тимберовке, включавшей капитальный ремонт паровой машины, и перевооружению в Николаевском адмиралтействе, после чего в кампании с 1880 по 1882 год совершала плавания в акватории Чёрного моря. С 1883 по 1888 год на шхуне выполнялись гидрографические работы под руководством капитан-лейтенанта барона Майделя и полковника Мякишева. Работы включали отдельную съёмку кавказского берега Чёрного моря. В кампании 1887 и 1889 годов вновь выходила в плавания в Чёрное море.
В кампании с 1889 по 1892 год шхуна принимала участие в гидрографических работах в Чёрном море у берегов Кавказа, а в 1891 году ещё и в Азовском море. 1 (13) февраля 1891 года переквалифицирована в транспорт. В кампании 1893—1896 годов транспорт находился в плаваниях в Чёрном море. 5 (18) октября 1903 года в связи с непригодностью к дальнейшей службе транспорт «Бомборы» был отчислен к Севастопольскому порту, а 24 октября (6 ноября) 1903 года — исключён из списков судов флота. После списания судна, его корпус был переоборудован в блокшив, который в свою очередь 1 (14) декабря 1911 года был продан с торгов в Севастополе.

## Командиры шхуны
Командирами парусно-винтовой шхуны «Бомборы» в составе Российского императорского флота в разное время служили:
- капитан-лейтенант В. Г. Стронский (4 (16) апреля 1860 года - 10 (22) октября 1861 года)[48][49];
- капитан-лейтенант А. Д. Палеолог (1865—1866 годы)[50];
- капитан 1-го ранга А. П. Тимирязев (с 3 (15) сентября 1873 года до 6 (18) сентября 1873 года)[51][52];
- капитан-лейтенант С. И. Денисов (с 17 (29) июня 1879 года)[53];
- капитан 1-го ранга П. Ф. Серков (1880 год)[54];
- капитан 2-го ранга А. А. Киткин (1882—1884 годы)[55];
- капитан 2-го ранга В. М. Григораш (с 26 февраля (10 марта) 1885 года)[56];
- капитан 2-го ранга Е. П. Феодосьев (1886—1889 годы)[57];
- капитан 2-го ранга Я. А. Бартенев (до 4 (16) декабря 1889 года)[58];
- капитан 2-го ранга Н. П. Верболозов (с 31 марта (12 апреля) 1890 года до 5 (17) ноября 1890 года)[59][60];
- капитан 2-го ранга Е. П. Рогуля (1891—1893 год)[61];
- капитан 2-го ранга М. Я. Баль (1893 — 15.05.1895)[62];
- капитан 2-го ранга В. Н. Богуславский (15.05.1895 — 1896)[63][64];
- капитан 2-го ранга Уклонский (с 14 (26) марта 1896 года до 26 апреля (8 мая) 1896 года)[65];
- капитан 2-го ранга А. А. Тягин (1900 год)[66];
- капитан 2-го ранга А. Н. Фёдоров (1901—1903 годы)[67].